# Prokop z Rabštejna
Prokop z Rabštejna (kolem roku 1420? – 11. dubna 1472) byl český šlechtic a diplomat z rodu pánů z Rabštejna. Roku 1453 byl králem Ladislavem Pohrobkem jmenován nejvyšším kancléřem Českého království.

## Život

### Rodina a mládí
Prokop z Rabštejna byl jedním ze dvou potomků Jana z Rabštejna a jeho manželky, dcery žateckého měšťana Mikuláše Mulsteina, Kateřiny. Druhým potomkem páru byl syn Jan (po smrti otce zvaný starší, †1457). Z dalšího manželství s neznámou ženou se narodil syn, též pojmenovaný Jan (zvaný mladší, †1473), který se později stal slavným jako autor díla Dialogus. Krom dvou Janů měl Prokop i polorodé bratry Jindřicha a Václava. Ačkoliv se někdy mylně uvádí, že Prokop a jeho sourozenci byli z rodu Pluhů z Rabštejna, ve skutečnosti pocházeli z mladší Rabštejnské větvě pánů z Rabštejna, kteří původně sídlili na hradě Sychrově.
Datum narození Prokopa z Rabštejna není známo, avšak pravděpodobně se pohybuje okolo roku 1420. Ale například podle bakalářské práce Davida Kozlera se Prokopův datum narození pohybuje spíše mezi lety 1405 až 1415.

### Kariéra v římské kanceláři
Během husitské revoluce stál rod Rabštejnů na straně Zikmunda Lucemburského a jejich loajalita byla po jeho vítězství odměněna: Jan mladší získal titul vyšehradského purkrabí, zatímco Prokop začal pracovat jako císařův písař, což vykonával až do června roku 1437. Přestože toho roku Zikmund zemřel a později na jeho místo nastoupil Albrecht II. Habsburský, Prokop si své postavení v říšské kanceláři udržel a začal také podporoval Albrechta v boji s Jagellonci.
Roku 1439 Albrecht nečekaně zemřel a zanechal po sobě těhotnou manželku Alžbětu Lucemburskou. 22. února 1440 Alžběta porodila syna, pojmenovaného Ladislav, a již od té doby se snažila o uznání jeho dědických práv. Na 30. dubna toho roku byl ale svolán zemský sněm, kde mělo být o novém panovníkovi rozhodnuto, načež Alžběta pověřila Prokopa z Rabštejna a Oldřicha z Rožmberka, aby v Čechách usmlouvali odložení sněmu. Ačkoliv jednání začala již v první polovině května a Alžbětino poselstvo tak dorazilo pozdě, českou aristokracií vybraný nový panovník, bavorský vévoda Albrecht, korunu odmítl. Interregnum se tak nakonec protáhlo až do roku 1453, kdy na trůn nastoupil Albrechtův syn Ladislav Pohrobek.
V roce 1447 bylo Prokopovi navrženo místo pražského arcibiskupa, které ale odmítl. Možnost získat toto postavení měl ještě jednou, v roce 1457, což se ale kvůli úmrtí jeho hlavního podporovatele, krále Ladislava, nestalo. Ještě roku 1447 Rabštejn pobýval v Římě, kde se přimlouval za svého bratra Jindřicha a získal mu proboštství sv. Štěpána v Litoměřicích. Krom toho se mu ale podařilo u papeže získat pro svůj rod právo pečetit červeným voskem.

### Jednání českých stavů a Fridricha Habsburského
Jelikož Alžběta Lucemburská nečekaně roku 1442 zemřela, byl Pohrobkovým regentem ustanoven římský král Fridrich Habsburský, na jehož dvoře ve Vídni Ladislav vyrůstal. Prokop z Rabštejna byl v té době ve službách Fridricha III. a zastupoval ho v Českých zemích. V římské kanceláři se setkal i s diplomatem a humanistou Eneou Silviem Piccolominim, později známým jako papežem Piem II. Oba muži se stali dobrými přáteli, v červnu 1444 Piccolomini věnoval Rabštejnovi své dílo Somnium de Fortuna.
V červnu 1446 se v Pelhřimově sešel sjezd české šlechty, která si stěžovala především na to, že Fridrich nedbá zájmů svého chráněnce Ladislava, a bylo rozhodnuto, že na dalším sjezdu se zvolí poslové, kteří vyjednají návrat Ladislava Pohrobka do Čech. Jako poslové za českou aristokracii byli vybráni Jindřich ze Stráže a Přibík z Klenové, Prokop z Rabštejna zastupoval Fridricha. Římský král Ladislava odmítl vydat a toto stanovisko na pozdějším sněmu ve Vídni Rabštejn tlumočil. Proběhlo ještě několik jednání, například Svatokateřinské nebo v Benešově, kterých se Prokop účastnil, většinou jako překladatel. Žádné ale nevedlo ke konečnému výsledku, jelikož Fridrich si stál za tím, že svého chráněnce nevydá, dokud nebude plnoletý.
V března 1452 se Fridrich vydal na cestu do Itálie, aby zde byl korunován císařem jako Fridrich III. Při této události nechyběl ani Rabštejn a za svoji podporu římskému králi a novému císaři byl na mostě přes Tiberu pasován na rytíře. Tato skutečnost se promítla i na rodovém erbu.
Ani nově získaný titul císaře Svaté říše římské ale nepomohl Fridrichovi v boji se vzbouřenými rakouskými stavy, což podporoval i Jiří z Poděbrad. Když pak začala Vídeň obléhat vojska Ulricha Celského a jeho spojenců, uzavřel dne 1. září 1452 Fridrich smlouvu o vydání Ladislava Pohrobka do Čech. 28. října 1453 proběhla Ladislavova korunovace na českého krále.

### Nejvyšší kancléř a pozdější roky
Ještě roku 1453, kdy byl Ladislav korunován českým králem, byl Prokop z Rabštejna jmenován nejvyšším kancléřem. Pohrobek ale nevládl dlouho: zemřel na leukémii již roku 1457. 2. března 1458 byla v brzkých ranních hodinách svolána schůze, které se účastnil i Prokop z Rabštejna a na které byl novým králem Českých zemí ustanoven Jiří z Poděbrad. Rabštejn si svoji hodnost udržel i nadále a patrně mezi lety 1453 až 1462 byl povýšen mezi vyšší šlechtu, přesné datum ale není známo. Vládu Jiřího jakožto kališníka ale provázelo mnoho problémů, mimo jiné i složení slibu poslušnosti papežovi Piovi II. Jako hlavní poslové v této otázce byl vyslán Prokop z Rabštejna a Zdeněk Kostka z Postupic, již při příjezdu do Říma dal ale Prokopův starý přítel jasně najevo, že slib poslušnosti od Jiřího nepřijme. K veřejnému slyšení došlo až po několika dnech jednání, tedy 20. března 1462. 31. března zazněl konečný výrok: papež Jiřího slib nepřijme.
Prokop z Rabštejna nebyl nikdy ženatý (ačkoliv některé zdroje v minulosti mylně uváděly, že byl ženatý s Kateřinou z Vartemberka) a neměl žádné legitimní potomky. Zemřel 11. dubna 1472.
Během jeho života rod pánů z Rabštejna zbohatl: v dubnu 1457 koupil Prokop od Rožmberků Prachatice a Volary, v listopadu 1458 pak obec Kotorov, současný Koterov v Plzni. Krom toho i zakoupil dům v Praze a jako zástavu od krále získal hrad Osek a město Duchcov.